# Dortmund Signal-Iduna-Park
Dortmund Signal-Iduna-Park (nie: Bahnhof Dortmund Signal-Iduna-Park) – stacja kolejowa w Dortmundzie, w kraju związkowym Nadrenia Północna-Westfalia, w Niemczech. Znajduje się w pobliżu stadionu Signal Iduna Park. Stacja składa się z dwóch peronów krawędziowych o długości 400 metrów każdy. Według klasyfikacji Deutsche Bahn posiada kategorię 4.

## Historia
Stacja została otwarta w 1952, razem z wybudowaną po II wojnie światowej Westfalenhalle. Do roku 2006 był to przystanek osobowy. Przemianowany w 2005 Westfalenstadion w Signal Iduna Park, wymusiła zmianę nazwy i od 10 grudnia 2006 istnieje po obecną nazwą. W związku z Mistrzostwami świata w piłce nożnej, dworzec został całkowicie przebudowany i odnowiony. Wstępne plany budowy dachu stacji ze stali i szkła zostały odrzucone ze względu na wysokie koszty.

## Usługi
Stacja obecnie obsługuje wyłącznie połączenia regionalne. Przechodzi tędy linia RB 52 (Dortmund-Lüdenscheid, Volmetalbahn), RB 53 (Dortmund-Iserlohn, Ardeybahn) oraz RB 59 (Dortmund-Soest). Obsługuje również pociągi specjalne związane z rozgrywanymi meczami piłki nożnej Borussii Dortmund.
Codzienne z usług stacji korzysta 1300 osób.